# Artemare
Artemare is een gemeente in het Franse departement Ain (regio Auvergne-Rhône-Alpes). Artemare telde op 1 januari 2022 1.141 inwoners.
De gemeente ligt in de historische streek Valromey, een deel van Bugey.
In 1896 werd op een hoogte het Mariabeeld La Vièrge de Fierloz onthuld om het doopsel van Clovis te herdenken.

## Geografie
De oppervlakte van Artemare bedroeg op 1 januari 2022 3,75 vierkante kilometer; de bevolkingsdichtheid was toen 304,3 inwoners per km². De gemeente ligt op een karstplateau, doorsneden door de rivier Séran.
De onderstaande kaart toont de ligging van Artemare met de belangrijkste infrastructuur en aangrenzende gemeenten.

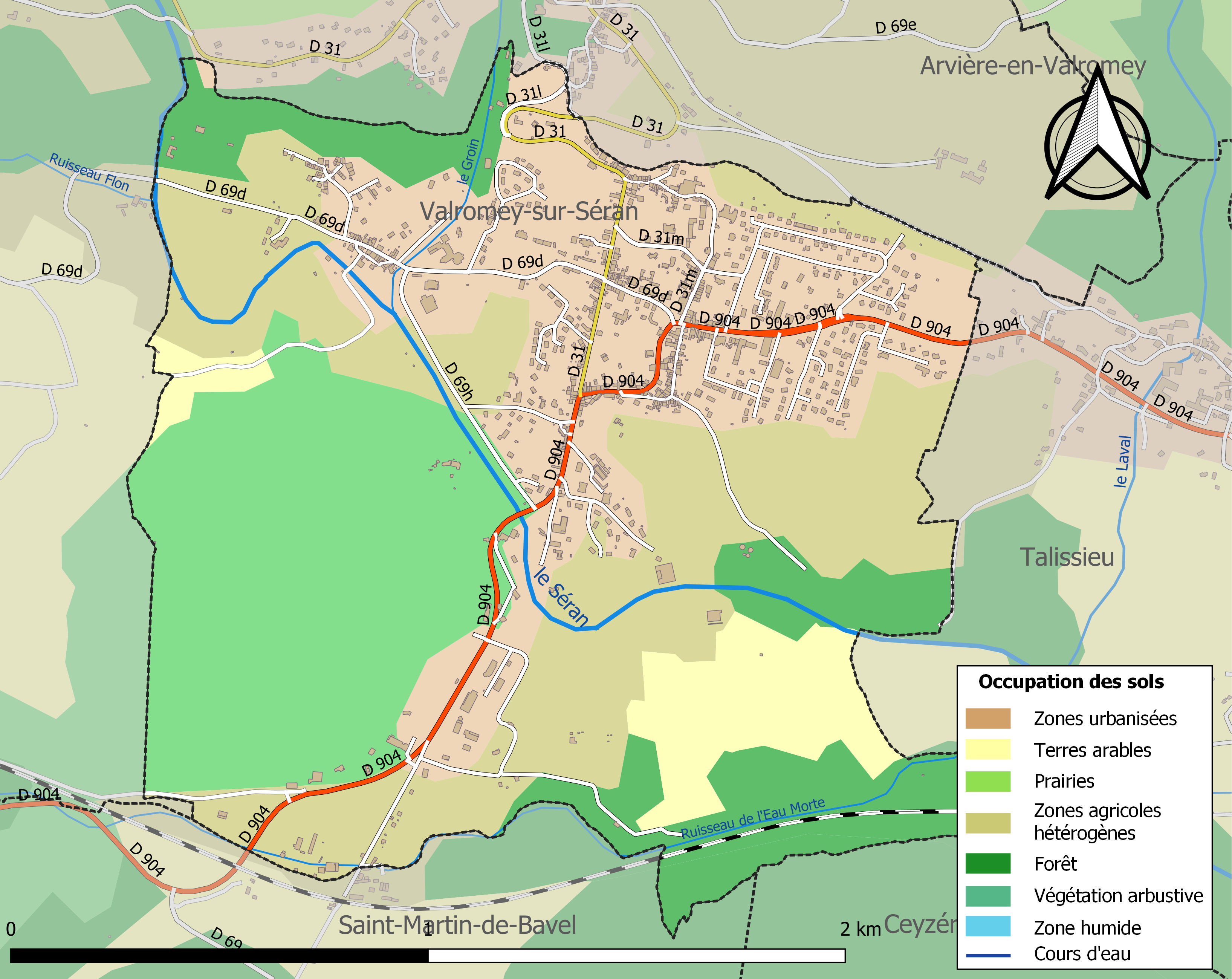

## Demografie
Onderstaande figuur toont het verloop van het inwoneraantal van Artemare vanaf 1968. De cijfers zijn afkomstig van het Frans bureau voor statistiek en bevatten geen dubbel getelde personen (zoals studenten en militairen).
Vanwege een beveiligingsprobleem met de MediaWiki Graph-software is het momenteel niet mogelijk deze grafiek weer te geven. Zodra de software is bijgewerkt zal de grafiek vanzelf weer zichtbaar worden.

## Geboren
- Benoît Gonod (1791-1849), classicus en uitvinder